# Adrie Lindeman
Adrie Lindeman (født 21. oktober 1985 i Emmen) er en forhenværende cykelrytter fra Holland.
Han er storebror til Bert-Jan Lindeman.

## Karriere
Lindeman har hele sin karriere kørt for mindre hollandske teams, og har ved siden cyklingen blandt andet arbejdet for cykelbutikken Klaucke Tweewielerhuis i Assen. I januar 2021 offentliggjorde han, at han havde skrevet en étårig kontrakt med danske Riwal Cycling Team.